# Hanyu Shuiping Kaoshi

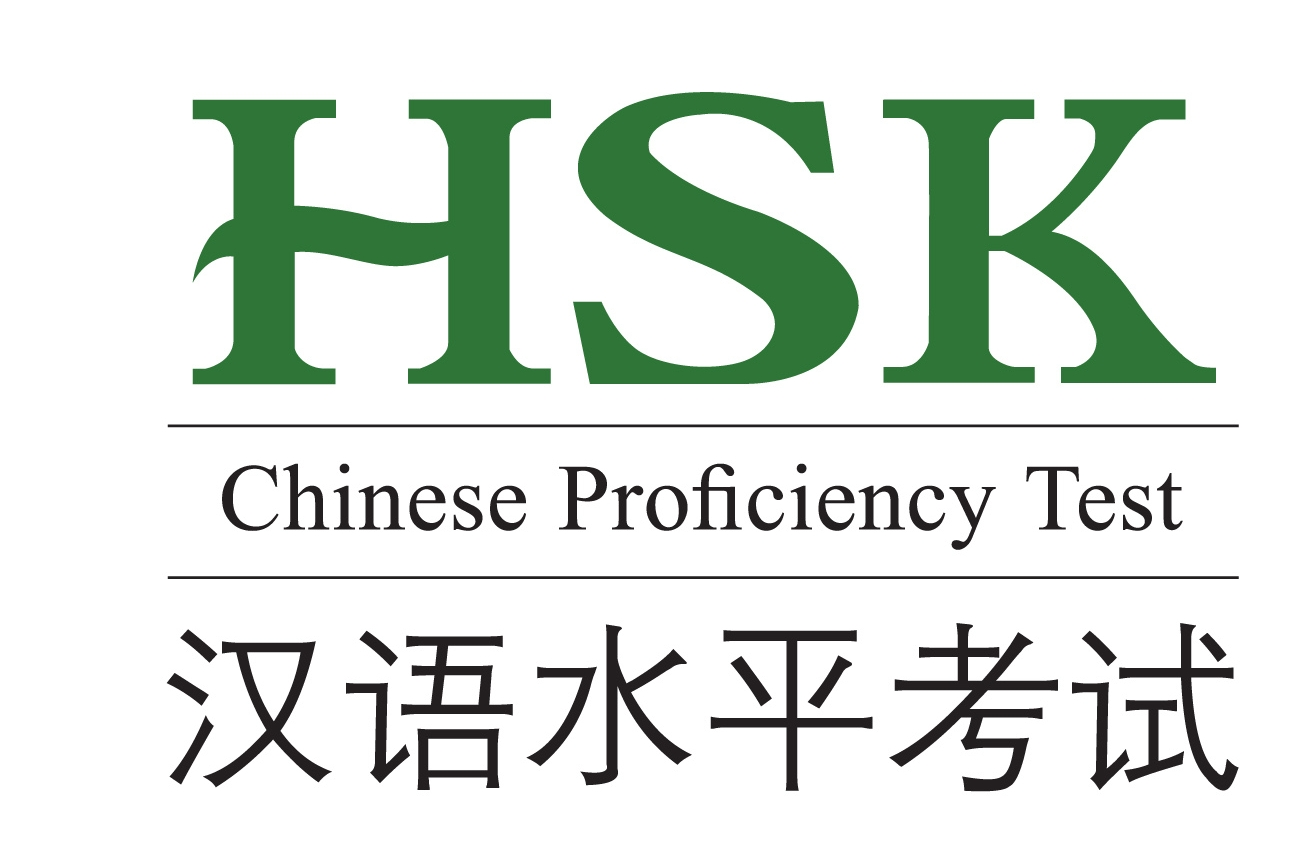
Offizielles Logo der HSK

Der Hanyu Shuiping Kaoshi (chinesisch 漢語水平考試 / 汉语水平考试, Pinyin Hànyǔ Shuǐpíng Kǎoshì, englisch Chinese Proficiency Test – „Prüfung des Chinesisch-Niveaus“, kurz HSK) ist ein  standardisierter Sprachniveautest für Chinesisch als Fremdsprache. Er wird in der Volksrepublik China und weltweit an lizenzierten Testzentren, insbesondere an Konfuzius-Instituten, durchgeführt. Konzeption und Durchführung der Test unterliegt der Verwaltung des chinesischen Ministeriums für Bildung.
Der HSK ist vergleichbar mit anderen Sprachzertifikaten wie TOEFL für die englische Sprache oder den Test Deutsch als Fremdsprache. Er dient als Nachweis der Sprachkompetenz für höhere Bildungs- und berufliche Zwecke und wird auch in Stellenausschreibungen als Kriterium für Bewerbende verwendet.

## Geschichte
Der Hanyu Shuiping Kaoshi wurde 1984 an der Universität für Sprache und Kultur Peking mit staatlicher Unterstützung von Experten für „Chinesisch als Fremdsprache“ entwickelt. 1992 wurde der Test zu einem national standardisierten Test erklärt. 1994 erfolgte die Ausweitung nach Europa, 1995 nach Deutschland. Bis 2005 wurden die Prüfungen in über 120 Länder angeboten.

### Erste Version (1992–2010)
Der erste Standard (heute HSK 1.0 genannt) galt bis 2010 und definierte Testformate für die drei verschiedenen Niveaustufen Grundstufe, Grundstufe/Mittelstufe und Oberstufe. Innerhalb des Testformats für die Grundstufe (基础HKSK) konnte eine Einstufung in die Ränge 1 bis 3 (1级–3级) erreicht werden. Der Test für Grund- und Mittelstufe (初中等HSK) umfasste die Ränge 3-8 (3级–8级). Der Test für Fortgeschrittene (高等HSK) umfasste die Ränge 9–11 (9级–11级). Bei allen drei Testformaten wurde bei Nichterreichen der erforderlichen Mindestpunktzahl der Test als „nicht bestanden“ gewertet. Um sich an einer chinesischen Universität einzuschreiben, war je nach Studienfach das Erreichen der Einstufungen zwischen 3 und 8 erforderlich.
Die Test für die Grundstufe und die Grundstufe/Mittelstufe des HSK umfasste vier Abschnitte: Hörverstehen, Grammatikstrukturen, Leseverstehen und schriftliche Ausdrucksfähigkeit. Abgesehen vom Teil „Schriftliche Ausdrucksformen“ (der das Schreiben chinesischer Schriftzeichen erfordert) waren diese beiden Tests ausschließlich Multiple-Choice-Tests. Bei der HSK für Fortgeschrittene kamen zwei weitere Abschnitte hinzu: mündlicher und schriftlicher Ausdruck.

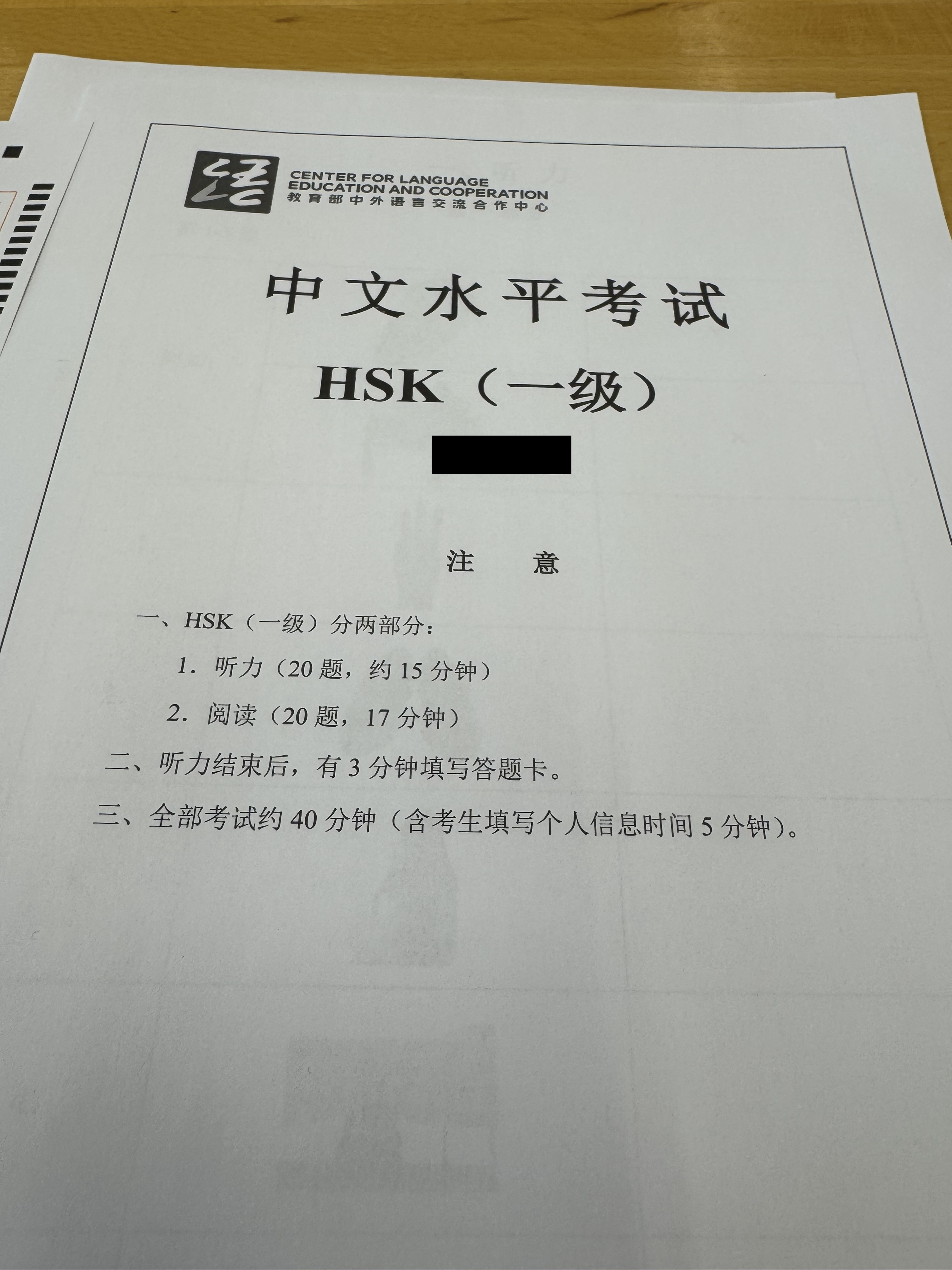
Das Deckblatt einer HSK-1-Prüfung, abgelegt im Jahr 2024.

### Zweite Version (2010 bis heute)
Der aktuell gültige Standard wurde 2010 eingeführt und kennt sechs Stufen. Die Änderung des Tests erfolgte mit dem Ziel, „umfassende sprachliche und kommunikative Fähigkeiten“ zu testen. Im Jahr 2012 wurden die Vokabellisten geringfügig aktualisiert. Der Test umfasst eine schriftliche und eine mündliche Prüfung, die einzeln abgelegt werden.
Der deutsche Fachverband Chinesisch bezeichnete die Revision der Prüfung als massive Senkung des Niveaus und wies die neu eingeführte Gegenüberstellung der sechs neuen HSK-Stufen HSK 1 bis 6 mit den sechs Niveaustufen des Gemeinsamen Europäischen Referenzrahmens GER-Stufen A1 bis C2 als unrealistisch, „indiskutabel“ und „kontraproduktiv“ zurück. Diese Gegenüberstellung sei „kontraproduktiv in dem Bemühen, in Europa ein angemessenes Bewusstsein für die Tiefe und Komplexität chinesischer Sprachkultur zu entwickeln“. Der Verband sieht vielmehr eine ungefähre Entsprechung zwischen den oberen vier HSK-Stufen (HSK 3 bis 6) und den unteren vier GER-Niveaustufen (A1 bis B2).

#### Schriftlicher Test
Die Prüfungen in den Bereichen Hörverstehen, Lesen und Schreiben haben jeweils eine Höchstpunktzahl von 100. HSK 1 und 2 haben daher eine Höchstpunktzahl von 200, wobei 120 Punkte zum Bestehen erforderlich sind. HSK 3 und 4 haben eine Höchstpunktzahl von 300 Punkten, wobei 180 Punkte zum Bestehen erforderlich sind. HSK 5 und 6 haben ebenfalls eine Höchstpunktzahl von 300 Punkten und erforderten ursprünglich eine Punktzahl von 180 Punkten, um zu bestehen. Seit einer Entscheidung im Februar 2013 existiert weder bei HSK 5 noch bei HSK 6 ein Mindestpunktzahl, Testergebnisse werden nicht mehr als „bestanden“ oder „nicht bestanden“ klassifiziert, stattdessen wird auf den Zertifikaten nur noch die Punktzahl angegeben.
| Stufe | Wörter    | Hören  | Lesen  | Schreiben |
| ----- | --------- | ------ | ------ | --------- |
| 1     | 150       | 15 min | 17 min | –         |
| 2     | 300       | 25 min | 22 min | –         |
| 3     | 600       | 35 min | 30 min | 15 min    |
| 4     | 1200      | 30 min | 40 min | 25 min    |
| 5     | 2500      | 30 min | 45 min | 40 min    |
| 6     | über 5000 | 35 min | 50 min | 45 min    |

#### Mündlicher Test
Zusätzlich zum rein schriftlichen HSK-Test existiert auch ein komplett mündlicher Test, der als HSKK (汉语水平口语考试,  Hànyǔ Shuǐpíng Kǒuyǔ Kǎoshì) bekannt ist. Der HSKK-Test hat drei Stufen: Grund-, Mittel- und Oberstufe. Jede Stufe hat zwei Noten: „bestanden“ und „ausgezeichnet“.
Aus der Kombination der drei Stufen mit den Noten „bestanden“ und „ausgezeichnet“ ergeben sich sechs mögliche Testergebnisse, die ungefähr den HSK-Stufen 1-6 zugeordnet werden.
| HSKK        | Benotung      | Entspricht HSK | Wörter | Fragen | Minuten |
| ----------- | ------------- | -------------- | ------ | ------ | ------- |
| Grundstufe  | bestanden     | 1              | 200    | 27     | 17      |
| Grundstufe  | ausgezeichnet | 2              | 200    | 27     | 17      |
| Mittelstufe | bestanden     | 3              | 900    | 14     | 21      |
| Mittelstufe | ausgezeichnet | 4              | 900    | 14     | 21      |
| Oberstufe   | bestanden     | 5              | 3000   | 6      | 24      |
| Oberstufe   | ausgezeichnet | 6              | 3000   | 6      | 24      |

### Dritte Version (frühestens ab 2023)
Im Jahr 2020 wurde in einem chinesischen Fachartikel die Überarbeitung des Standards diskutiert und ein Modell mit drei Stufen und neun Niveaus vorgeschlagen. Ziel des neuen Testformats ist es, das Schwierigkeitsniveau des HSK-Tests mit vergleichbaren Prüfungen für andere Sprachen abzustimmen. Am 24. März 2021 wurde der neue Standard bekanntgegeben, der am 1. Juli 2021 hätte in Kraft treten sollen. Im März 2022 wurde das erste offizielle Übungsbuch für die Grundstufe veröffentlicht, Übungsmaterialien für die Mittel- und Oberstufe werden voraussichtlich im dritten oder vierten Quartal 2022 veröffentlicht und das neue Testformat ab frühestens 2023 stufenweise eingeführt.

Stand April 2024 wurde der neue HSK 3.0-Test noch nicht eingeführt und das HSK 2.0 Testformat findet weiterhin Anwendung.
| Niveau      | Stufe | Schriftzeichen | Schriftzeichen | Wörter     | Wörter    | Grammatikpunkte | Grammatikpunkte |
| Niveau      | Stufe | pro Niveau     | kumulativ      | pro Niveau | kumulativ | pro Niveau      | kumulativ       |
| ----------- | ----- | -------------- | -------------- | ---------- | --------- | --------------- | --------------- |
| Grundstufe  | 1     | 300            | 300            | 500        | 500       | 48              | 48              |
| Grundstufe  | 2     | 300            | 600            | 772        | 1272      | 81              | 129             |
| Grundstufe  | 3     | 300            | 900            | 973        | 2245      | 81              | 210             |
| Mittelstufe | 4     | 300            | 1200           | 1000       | 3245      | 76              | 286             |
| Mittelstufe | 5     | 300            | 1500           | 1071       | 4316      | 71              | 357             |
| Mittelstufe | 6     | 300            | 1800           | 1140       | 5456      | 67              | 424             |
| Oberstufe   | 7     | 1200           | 3000           | 5636       | 11092     | 148             | 572             |
| Oberstufe   | 8     | 1200           | 3000           | 5636       | 11092     | 148             | 572             |
| Oberstufe   | 9     | 1200           | 3000           | 5636       | 11092     | 148             | 572             |

## Organisationen
Der HSK wird vom chinesischen Bildungsministerium und der staatlichen HSK-Kommission, dem Hanban („Nationales Chinesisches Büro für das Lehren von Chinesisch als Fremdsprache“; 中国国家对外汉语教学领导小组办公室, kurz 国家汉办) erstellt und von zahlreichen Prüfungsstellen in China und in anderen Ländern – darunter auch Deutschland, die Schweiz und Österreich – angeboten.
In Deutschland kann die HSK-Prüfung an mehreren Konfuzius-Instituten, Universitäten und bei privaten Anbietern abgelegt werden. In der Schweiz wird die Prüfung unter anderem regelmäßig am Asia-Orient-Institut der Universität Zürich angeboten.